# Wybory parlamentarne na Anguilli w 2010 roku
Wybory parlamentarne na Anguilli w 2010 roku – wybory parlamentarne na Anguilli przeprowadzone 15 lutego 2010. Zwycięstwo w wyborach odniósł opozycyjny Zjednoczony Ruch Anguilli (AUM) na czele z Hubertem Hughesem.

## Organizacja wyborów
W wyborach mieszkańcy wyspy decydowali o obsadzie 7 miejsc w Izbie Zgromadzenia. Zgodnie z konstytucją, nowe wybory powinny były odbyć się do marca 2010. 4 stycznia 2010 szef ministrów Osbourne Fleming, po spotkaniu z gubernatorem Alistairem Harrisonem, rozwiązał parlament i następnego dnia wyznaczył datę wyborów na 15 lutego 2010. Fleming, przewodniczący rządzącego od 2000 Zjednoczonego Frontu Anguilli (Anguilla United Front, AUF), już w 2009 ogłosił zamiar wycofania się z polityki i rezygnacji z udziału w wyborach.
Do udziału w wyborach uprawnionych było 8 652 obywateli. O 7 mandatów ubiegało się 20 kandydatów. Pozostałe cztery miejsca w parlamencie zajęli kandydaci nominowani (dwóch przez gubernatora) lud zajmujący mandat z urzędu (prokurator generalny i zastępca gubernatora). Rządzący Zjednoczony Front Anguilli, jako jedyna siła polityczna, wystawił swoich kandydatów we wszystkich siedmiu okręgach wyborczych. Nowym liderem AUF został minister finansów Victor Banks. Opozycyjny Zjednoczony Ruch Anguilli (Anguilla United Movement, AUM) na czele z byłym szefem ministrów Hubertem Hughesem, rywalizował w 5 okręgach, podobnie jak opozycyjna Partia Postępowa Anguilli (Anguilla Progressive Party, APP). Do udziału w wyborach zgłosiło się także 3 kandydatów niezależnych.

## Wyniki
Wybory zakończyły się zwycięstwem opozycji. Zjednoczony Ruch Anguilli zdobył 4 z 7 miejsc w parlamencie, co oznaczało przejęcie władzy przez jego lidera Huberta Hughesa. Rządzący Zjednoczony Front Anguilli zdobył tylko 2 mandaty, a jego lider Victor Banks nie dostał się do parlamentu. Po zwycięstwie Hughes zapowiedział, że głównym przedmiotem działań jego rządu będzie gospodarka i tworzenie nowych miejsc pracy.
| Partia polityczna | Partia polityczna                                      | Liczba głosów                       | %                                   | +/–                                 | Liczba mandatów | +/– |
| ----------------- | ------------------------------------------------------ | ----------------------------------- | ----------------------------------- | ----------------------------------- | --------------- | --- |
|                   | Zjednoczony Ruch Anguilli (Anguilla United Movement)   | 2 308                               | 32,68%                              |                                     | 4               | +2  |
|                   | Zjednoczony Front Anguilli (Anguilla United Front)     | 2 781                               | 39,37%                              |                                     | 2               | -2  |
|                   | Partia Postępowa Anguilli (Anguilla Progressive Party) | 1 039                               | 14,71%                              |                                     | 1               | +1  |
|                   | Kandydaci niezależni                                   | 935                                 | 13,24%                              |                                     | 0               | 0   |
|                   | Członkowie mianowani lub ex officio                    | Członkowie mianowani lub ex officio | Członkowie mianowani lub ex officio | Członkowie mianowani lub ex officio | 4               | 0   |
|                   | Razem                                                  | 7 063                               | 100%                                | -                                   | 11              | -   |
| Źródło:           |                                                        |                                     |                                     |                                     |                 |     |